# Themeliotis stereodes
Themeliotis stereodes är en fjärilsart som beskrevs av Edward Meyrick 1910. Themeliotis stereodes ingår i släktet Themeliotis och familjen säckspinnare. Inga underarter finns listade i Catalogue of Life.